# 水に挿した花
「水に挿した花」（みずにさしたはな）は、日本の歌手である中森明菜の楽曲。この楽曲は中森の25枚目のシングルとして、1990年11月6日にワーナー・パイオニア（現：ワーナーミュージック・ジャパン）のリプリーズ・レコードレーベルよりリリースされた (8cmCD: WPDL-4190, CT: WPSL-4190)。

## 背景
「水に挿した花」は、1990年11月6日にCDシングル (8cmCD: WPDL-4190)とシングルカセット (CT: WPSL-4190)の2形態で同時発売された。この楽曲は、只野菜摘の作詞と広谷順子による作曲に、中森の23枚目のシングル「LIAR」で編曲を務めた西平彰が編曲した。またこの楽曲は、日本テレビ系のテレビドラマ『水曜グランドロマン』の主題歌に使用された。本作のディスクジャケットの写真は中森が撮影した。作詞家の許瑛子によると、中森に売り込むべく計画・制作されていたアルバム収録曲のうちの1曲がこの「水に挿した花」であったという。そのアルバムは、許と本曲を作詞した只野が作詞を担当し、本曲の作曲を手掛けた広谷に加えて比山貴咏史や関根安里、川上明彦が作曲を担当していたという。さらに許のサイトには、許が只野に打診したという「水に挿した花」の詞のイメージ内容も残されている。音楽番組での本曲の披露はリリース直後ではなく、翌年1991年3月22日放送のテレビ朝日系音楽番組『ミュージックステーション』で、次作「二人静 -「天河伝説殺人事件」より」（1991年3月25日発売）のリリース直前であった。この楽曲は、後の作品でも新録されており、1995年12月リリースのベスト・アルバム『true album akina 95 best』と、2002年12月リリースのベスト・アルバム『Akina Nakamori〜歌姫ダブル・ディケイド』にそれぞれ収録されている。
シングル盤「水に挿した花」の2曲目として発表された「Angel Eyes」は、松井五郎の作詞に上田知華が作曲を手掛け、編曲には武部聡志に加えて中村哲がコーラス・アレンジを務めた楽曲である。

## 批評
音楽評論家の堤昌司は「水に挿した花」について、「スローなワルツ」と楽曲のジャンルについて指摘し、「夢の中での天使との会話などというテーマのヒット曲なんてめったにあるものではない。」と批評した。

## チャート成績
この楽曲は、オリコン週間シングルチャートでは、1990年11月19日付で初登場・最高順位ともに1位を記録した。同チャートには、計28週に渡ってランクインしている。現時点で、中森が最後に1位を記録した作品となっている。

## 収録曲
| #         | タイトル         | 作詞      | 作曲      | 編曲                                  | 時間 |
| --------- | ---------------- | --------- | --------- | ------------------------------------- | ---- |
| 1.        | 「水に挿した花」 | 只野菜摘  | 広谷順子  | 西平彰                                | 4:27 |
| 2.        | 「Angel Eyes」   | 松井五郎  | 上田知華  | 武部聡志 中村哲（コーラス・アレンジ） | 4:31 |
| 合計時間: | 合計時間:        | 合計時間: | 合計時間: | 合計時間:                             | 8:58 |

### 規格
- 1998年11月26日 - 12cmCD: WPC6-8682[13]
- 2008年11月12日 - デジタル・ダウンロード[14][15]
- 2014年6月18日 - 12cmCD, Singles Box 1982-1991の一枚として

## クレジット
- Photo by AKINA[6]